# セルゲイ・リシュトバン
セルゲイ・リシュトバン（ベラルーシ語:Сяргей Мікалаевіч Ліштван、ローマ字:Sergey Lishtvan、1970年11月5日 - ）は、ベラルーシのレスリング選手。1996年アトランタオリンピックレスリンググレコローマンスタイル100kg級の銀メダリストである。ミンスク出身。
オリンピック初出場となった1996年アトランタオリンピックでは、グレコローマンスタイル100kg級に出場し決勝に進出。ポーランドのアンドレイ・ブロンスキに敗れたものの銀メダルを獲得。2000年シドニーオリンピックでは同97kg級に出場。しかし、予選リーグでは、銀メダルを獲得したウクライナのダビッド・ソルダゼのいる組に入り、準々決勝に勝ち上がることができなかった。2004年アテネオリンピックでは、同96kg級に出場。しかし、予選リーグ1組で2位となり決勝進出はならなかった。

## 実績
- オリンピック
  - 1996年アトランタオリンピック　銀メダル
- ヨーロッパ選手権
  - 優勝　1996、1998、2000年
  - 2位　2002、2004年
  - 3位　1995年